# Вологі ліси Гвіанського нагір'я
Вологі ліси Гвіанського нагір'я (ідентифікатор WWF: NT0182) — неотропічний екорегіон тропічних та субтропічних вологих широколистяних лісів, розташований на Гвіанському нагір'ї в Південній Америці.

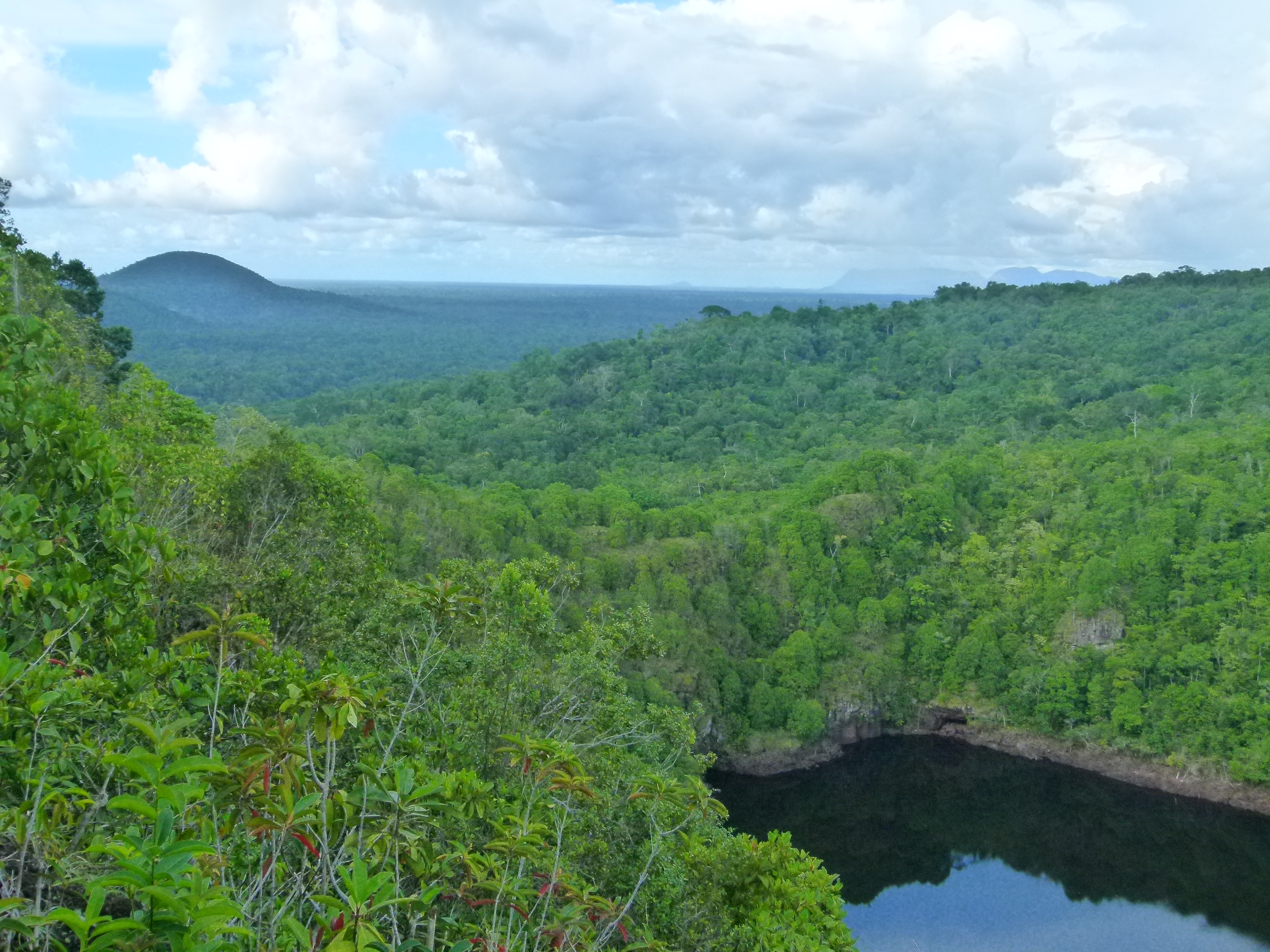
Тропічні ліси у Національному парку Піку-да-Небліна (Бразилія)

## Географія
Екорегіон вологих лісів Гвіанського нагір'я розташований в регіоні Гвіана на півдні Венесуели, на території штатів Амасонас і Болівар, а також на півночі Бразилії, на території штатів Амазонас і Рорайма, та на заході і півдні Гаяни. Він охоплює гірські райони Гвіанського нагір'я, розташовані на висоті понад 500 м над рівнем моря. Крім того, екорегіон охоплює гори Суринаму та Французької Гвіани, які підіймаються над навколишніми низовинами.
Рельєф екорегіону переважно гористий, а його висота коливається від 500 до 1500 м над рівнем моря. Найвищі гірські вершини Гвіанського нагір'я — ізольовані столові гори, відомі як тепуї, підіймаються на висоту до 3000 м над рівнем моря, і є частиною окремого екорегіону лісів та чагарників Пантепую.
Гори Гвіанського нагір'я є найвищою частиною дуже давнього Гвіанського щита, вік якого становить 1,7 млрд років. Їх основу складають кварцити та пісковики з вкрапленнями гранітів у деяких районах. На низьких висотах екорегіону поширені горбисті рівнини, які являють собою пенеплени, що утворилися внаслідок тривалої ерозії гір. Ґрунти тут здебільшого піщані та бідні на поживні речовини. Більша частина Гвіанського нагір'я знаходиться в межах басейну Ориноко. З високогір'їв Південної Венесуели до Ориноко стікають численні річки, зокрема Вентуарі, Кароні, Каура та Парагуа. Південна частина екорегіону є частиною басейну Амазонки; тут беруть початок такі річки, як Урарікоера та Ріу-Бранку.
На низьких висотах вологі ліси Гвіанського нагір'я майже повністю оточені екорегіоном вологих лісів передгір'їв Гвіани. Ділянки гірських лісів на сході екорегіону межують з вологими лісами Гвіани та гвіанськими саванами.

## Клімат
В межах екорегіону переважає екваторіальний клімат (Af за класифікацією кліматів Кеппена) або мусонний клімат (Am за класифікацією Кеппена). Середня температура в регіоні становить 24 °C. Середньорічна кількість опадів коливається від 2000 до 2400 мм, збільшуючись з півночі на південь, однак у деяких районах вона може досягати 3750 мм.

## Флора
В межах екорегіону зустрічаються різні рослинні угруповання, зокрема вологі тропічні ліси, відкриті савани та галерейні ліси. На пенепленах ростуть високі вічнозелені ліси, густий лісовий намет яких розташований на висоті 30-40 м над землею. У цих лісах переважають різні види калофіллумів (Calophyllum spp.), кеш'ю (Anacardium spp.), манілкар (Manilkara spp.), протіумів (Protium spp.), інг (Inga spp.), паркій (Parkia spp.), копайб (Copaifera spp.), діптериксів (Dipteryx spp.) та коралових дерев (Erythrina spp.). У лісах, що ростуть на рівнинних ділянках, поширені мікрофоліси Меліньйона (Micropholis melinoniana), гірські капустяні пальми (Euterpe precatoria), лимонні квассії (Quassia cedron) та різні види дакриодісів (Dacryodes spp.), а у лісах, що ростуть на пагорбах — духмяні ньютонії (Pseudopiptadenia suaveolens), гвіанські куратарі (Couratari guianensis), гірські капустяні пальми (Euterpe precatoria), малі мікрандри (Micrandra minor) та різні види алексій (Alexa spp.).
Сезонно затоплювані річки, поширені у заплавах регіону, мають флористичну подібність до лісів Амазонії. Серед видів, поширених в лісах у верхів'ях Ориноко, слід відзначити крушинолистий комбретум (Combretum frangulifolium), королівську густавію (Gustavia augusta), великий птерокарпус (Pterocarpus dubius), щиткову гідрошорею (Hydrochorea corymbosa), жовту момбіну (Spondias mombin), блискучу мабею (Mabea nitida), тонколисту ешвайлерію (Eschweilera tenuifolia), колючу тукуму (Astrocaryum aculeatum) та різні види інг (Inga spp.) і птерокарпусів (Pterocarpus spp.). У заплавних лісах екорегіону зустрічаються річкові шаварі (Caryocar microcarpum), густолисті карайпи (Caraipa densifolia), акацієлисті макролобіуми (Macrolobium acaciifolium), великолисті абути (Abuta grandifolia) та червонуваті панопсіси (Panopsis rubescens).

## Фауна
Фауна екорегіону характеризується високим різноманіттям. Вона включає понад 200 видів ссавців та понад 630 видів птахів. Серед великих ссавців, поширених в лісах екорегіону, слід відзначити південноамериканського тапіра (Tapirus terrestris), американську мазаму (Mazama americana), звичайного пекарі (Tayassu pecari), ошийникового пекарі (Dicotyles tajacu), гвіанського ревуна (Alouatta macconnelli), рудоспинного сакі (Chiropotes chiropotes), південного двопалого лінивця (Choloepus didactylus), бурогорлого лінивця (Bradypus variegatus), пуму (Puma concolor) та ягуара (Panthera onca), а серед менших ссавців — оцелота (Leopardus pardalis), чагарникового пса (Speothos venaticus), амазонську носуху (Nasua nasua), східного олінго (Bassaricyon alleni), бразильського агуті (Dasyprocta leporina), бразильську вивірку (Sciurus aestuans), південного опосума (Didelphis marsupialis), гвіанського біловухого опосума (Didelphis imperfecta) та американського тамандуа (Tamandua tetradactyla). Ендемічними або майже ендемічними представниками екорегіону є лазаючі миші Макконелла (Rhipidomys macconnelli), лазаючі миші Ветцеля (Rhipidomys wetzeli), гвіанські щетинці (Proechimys hoplomyoides), пантепуйські стрункі опосуми (Marmosops pakaraimae), опосуми Райга (Monodelphis reigi) та золотисті широконоси (Platyrrhinus aurarius).
Серед поширених в екорегіоні птахів слід відзначити тонкодзьобого кракса (Crax alector), каліфорнійського голуба (Patagioenas fasciata), малу таязуру-клинохвоста (Dromococcyx pavoninus), гірського серпокрильця (Aeronautes montivagus), венесуельського ерміта (Phaethornis superciliosus), сірогорлого ерміта (Phaethornis griseogularis), бурого колібрі (Colibri delphinae), синьохвостого колібрі-смарагда (Chlorostilbon mellisugus), синьолобого колібрі-довгодзьоба (Doryfera johannae), бразильську агиртрію (Chrysuronia versicolor), королівського кондора (Sarcoramphus papa), нагірну сплюшку (Megascops roraimae), маскового трогона (Trogon personatus), червонодзьобого тукана (Ramphastos tucanus), чорнодзьобого тукана (Ramphastos vitellinus), оливковокрилого дятла-смуганя (Colaptes rubiginosus), червоно-зеленого ару (Ara chloropterus), жовтолобого амазона (Amazona farinosa), синьолобого котору (Pyrrhura picta), лісового батарито (Dysithamnus mentalis), чорногрудого кадука (Myrmotherula behni), леопардового кокоа (Xiphorhynchus pardalotus), дуїданського дереволаза (Lepidocolaptes duidae), середнього дереволаза-міцнодзьоба (Xiphocolaptes promeropirhynchus), бурого пію (Synallaxis macconnelli), гвіанського гребнечуба (Rupicola rupicola), котингу-капуцина (Perissocephalus tricolor), великого біро (Hirundinea ferruginea), руду курету (Myiophobus roraimae), сивого піві (Contopus fumigatus), рудохвостого аду (Knipolegus poecilurus), капуцинового дрозда (Turdus olivater), кампінаського дрозда (Turdus arthuri), світлоокого дроздика (Turdus leucops), золотолобу гутураму (Euphonia xanthogaster), синьощокого органіста (Chlorophonia cyanea), малого коронника (Basileuterus culicivorus), чорногорлу чернітку (Myioborus miniatus), синьокрилу танагру (Stilpnia cyanoptera), цятковану танагру (Tangara guttata) та гиролу (Tangara gyrola).
Ендемічними або майже ендемічними представниками екорегіону є венесуельські свіфти (Streptoprocne phelpsi), венесуельські колібрі-діаманти (Heliodoxa xanthogonys), зеленовусі колібрі-кокетки (Lophornis pavoninus), гаянські амазилії-берили (Saucerottia cupreicauda), тепуйські тукани (Aulacorhynchus whitelianus), гаянські котори (Pyrrhura egregia), венесуельські тепуї (Nannopsittaca panychlora), рудобокі мурав'янки-прудкокрили (Hypocnemis flavescens), венесуельські аляпі (Myrmelastes caurensis), рораїманські аляпі (Myrmelastes saturatus), попелясті каатинги (Herpsilochmus roraimae), венесуельські сорокуші (Thamnophilus insignis), венесуельські салтарини (Lepidothrix suavissima), оливкові манакіни (Xenopipo uniformis), рогаті манакіни (Ceratopipra cornuta), чорнолобі тиранчики (Phylloscartes nigrifrons), тепуйські тиранчики-мухолюби (Mionectes roraimae), сірокрилі віреончики (Vireo sclateri), буроголові віреончики (Hylophilus brunneiceps), каштанові шпалюшки (Microcerculus ustulatus), тепуйські еполетики (Macroagelaius imthurni), рораїманські коронники (Myiothlypis roraimae) та оливкові танагри-потрости (Mitrospingus oleagineus).
Герпетофауна екорегіону включає різноманітних плазунів, зокрема звичайного удава (Boa constrictor), південноамериканського бушмейстера (Lachesis muta), кайсаку (Bothrops atrox), звичайну ігуану (Iguana iguana) і золотого тегу (Tupinambis teguixin), та амфібій, зокрема рідкісного ендемічного демонічного дереволаза (Minyobates steyermarki).

## Збереження
Більша частина лісів екорегіону залишається відносно незайманою. Основними загрозами для збереження природи регіону є вирубка лісів, видобуток корисних копалин, зокрема золота, алмазів, бокситів та залізної руди, а також збільшення антропогенного тиску шляхом розвитку інфраструктури та промисловості.
Оцінка 2017 року показала, що 100 827 км², або 69 % екорегіону, є заповідними територіями. Природоохоронні території включають: Національний парк Канайма, Національний парк Паріма-Тапірапеко, Національний парк Серранія-де-ла-Небліна, Лісовий заповідник Ель-Каура та Лісовий заповідник Іматака у Венесуелі, Національний парк Піку-да-Небліна та Національний парк Монте-Рорайма в Бразилії, Національний парк Каєтур, Заповідну зону гір Кануку та Заповідну зону Канашен у Гаяні, Природний заповідник Центрального Суринаму в Суринамі, а також Амазонський парк Гвіани у Французькій Гвіані. У 1994 році Національний парк Канайма був внесений до списку Світової спадщини ЮНЕСКО, а в 2000 році до нього ж був внесений і Природний заповідник Центрального Суринаму.